# Suruchin

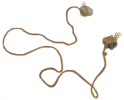
Un suruchin di corda e pietre

Il suruchin o surujin è una tipica arma giapponese da lancio, utilizzata soprattutto nel Kobudo di Okinawa.
Essa consiste in un due pesi, generalmente di pietra o metallo, attaccati alle estremità di una corda o catena, lunga 2-3 metri, che una volta lanciata serve per intrappolare o stordire gli avversari.